# Magnatiz
Magnatiz fue un grupo barcelonés de hip-hop formado por Loren (Mc), Shuga Wuga (Mc), Soma (Productor y Mc), ZPU (Mc) y DJ CHAVEZ (Dj)

## Biografía
Magnatiz en sus inicios no se llamaban así, sino Muerte Acústica, bajo este nombre grabaron su primera maqueta titulada Las rimas escritas benditas en el año 1997. Un año después editaron su segunda maqueta, esta vez lanzada en soporte CD titulada Manada vamos a....
Ya como Magnatiz, en el año 2000 editan su primer trabajo en formato profesional bajo la discográfica Boa, Un maxi titulado Triste Navidad y un maxi sencillo bajo el nombre del grupo con dos temas inéditos que no se incluirían en el disco que vio la luz ese mismo año LP A puerto. En 2002 publicaron su último trabajo como grupo, titulado Rara Avis.
Actualmente cada integrante continúa con su carrera musical en solitario.

## Curiosidades
- La compañía de Magnatiz BoaCor, tras el cambio de logotipo, volvió a reeditar el disco "A Puerto" el formato caja "normal", ya que la primera edición se hizo en caja "cartón" desplegable.

- El maxi sencillo "Triste Navidad" incluye 3 cortes, la versión Original, la versión Instrumental y la versión "Oídos Débiles" donde se censuran las palabras mal sonantes del tema.

## Discografía
- "Las rimas escritas benditas" (Maqueta, 1997)
- "Manada vamos a" (LP), (Autoeditado, 1998)
- "Magnatiz" (Maxisencillo), (Boa, 2000)
- "A Puerto" (LP) (Boa, 2000)
- "Triste navidad" (Maxisencillo), (Boa, 2000)
- "Rara Avis" (LP) , (EnkÖmen),(2002)